# Antipaluria panamensis
Antipaluria panamensis är en insektsart som beskrevs av Ross 1987. Antipaluria panamensis ingår i släktet Antipaluria och familjen Clothodidae. Inga underarter finns listade i Catalogue of Life.